# جيش التحرير الوطني الليبي
جيش التحرير الوطني الليبي أو جيش التحرير الليبي أو الجيش الشعبي الليبي هوَ جيش عسكري أسَّسه الثوار الليبيون وجنود الجيش الليبي المُستقيلين تحت قيادة المجلس الوطني الانتقالي للقتال ضد قوات العقيد معمر القذافي في حرب ثورة 17 فبراير الليبية. يُعد هذا الجيش وحدة القتال البرية ضمن قوات الثوار الليبيين التي قاتلت ضد نظام الزعيم الليبي معمر القذافي منذ أواسط شهر فبراير 2011. يَملك جيش التحرير الوطني الليبي تشكيلات واسعة من الأسلحة التي حصل عليها من مخازن ذخيرة ضخمة في شرق ليبيا وخاصة في بنغازي والبيضاء واجدابيا بعد سيطرة الثوار عليها، وتتضمن هذه الأسلحة أسلحة خفيفة مثل المسدسات والبنادق والرشاشات الخفيفة والثقيلة بالإضافة إلى أسلحة ثقيلة وعربات مصفحة مثل الدبابات وناقلات الجنود المدرعة.
تأسس الجيش في البداية بشكل عشوائيّ وتلقائي بمُجرد أن أخذت جموع من الثوار بحمل السلاح التي حصلت عليه من المخازن وأخذت بالسير شرقاً بهدف الوُصول إلى العاصمة طرابلس وانتزاعها من القذافي. لكن مع الوقت ومع انضمام المَزيد من جنود وضباط الجيش الليبي المُستقيلين إلى جيش التحرير الوطني أخذ الجيش يُصبح أكثر تنظيماً وأعلى خبرة من ذي قبل، كما عُين اللواء عبد الفتاح يونس العبيدي رئيس أركان له. وبعد تعيين هذه القيادة وإنشاء مجلس عسكري في بنغازي لإدارة الجيش، أخذت هذه القيادة بإجراء تغييرات جذرية في صفوف الجيش وجعلته أكثر تنظيماً وترتيباً وأعاقت إلى حد كبير مُشاركة المتطوعين عديمي الخبرة فيه خصوصاً في الجبهة الأمامية، وبعد ذلك جعلت القيادة تحركات الجيش أكثر دقة ودراسة مما أحرز تقدماً ملحوظاً في أدائه وفعاليته.

## الخدمة

### التأسيس
في أواسط شهر فبراير 2011 طرد الثوار في مدن الشرق وعلى رأسها بنغازي وبلدة أجدابيا الاستراتيجية قوات الأمن تماماً وأصبح ذلك الجزء من البلاد تحت سيطرتهم. وبطبيعة الحال فقد حوت هذه المناطق مخازن ضخمة للذخيرة والسلاح، لذا فقد وَجد الثوار في أيديهم كميات ضخمة من السلاح القابل للاستخدام الذي يُمكنه أن يَكفي آلاف المُقاتلين. لكن بالرغم من ذلك، فعند تلك المرحلة لم يَكن المجلس الوطني الانتقالي - الذي يَقود شرق ليبيا الخاضع للثوار - متشجعاً بَعد لفكرة الدخول في صراع عسكريّ مع قوات القذافي. فقد بدأت هذه الفكرة تسري خلال أواخر شهر فبراير عندما بدأ القذافي بشن المجازر في العاصمة طرابلس ضد المظاهرات فيها، مما دفع ثوار الشرق المُتحررين إلى التفكير بالزحف نحو العاصمة ودعم المتظاهرين فيها. لكن في فترة مُقاربة لبدأ رواج هذا الأمر نفى أحمد القطراني - والذي كان آنذاك قائد قوات الثوار في بنغازي - إمكانية هذا، كما حاول المجلس الانتقالي في وقت مقارب الاتصال بثوار العاصمة بشأن أمر الزحف إليهم لكنهم قالوا أنهم لا يَحتاجون تدخلاً وأنّ الأوضاع تحت سيطرتهم. ومع ذلك، فقد ظلّ المجلس يُبدي استعداداً حتى في ذلك الوقت للزحف نحو طرابلس في أي لحظة يَطلب منهم متظاهروها القيام بذلك.
وفي مُقابل هذا الموقف غير المَحسوم من جانب المَجلس الانتقالي، فقد أخذت في الوقت ذاته مَجموعات تتألف من مئات الثوار المُستقلّين عن الوحدات القتالية الرسمية للمجلس أواخر شهر فبراير بمُغادرة بنغازي غرباً متجهة إلى طرابلس، وذلك في ظلّ إشارة القيادات الرسمية لجيش التحرير الوطني إلى أنها لا تنوي تحريك الجيش الرسميّ للثوار بَعد. وبعد ذلك ببضعة أيام أعلنت القيادة في يوم الثلاثاء 1 مارس تشكيل مجلس عسكري في مدينة بنغازي عاصمة الثوار لإدارة جيش التحرير. لكن مع ذلك، فلم تكن هيئة أركان الجيش هذه مُستقرة ومُتماسكة كثيراً. فقد وَردت أنباء في يوم 9 مارس بوُجود خلافات وعدم توافق كبير داخل هيئة الأركان العامة لجيش التحرير الوطني مما أدى إلى إعلان بعض المَسؤولين استقالتهم عما قريب من الهيئة، وذلك خلال جلسة مُغلقة عقدها المجلس الوطني الانتقالي في شرق ليبيا.

### التنظيم
في أواسط شهر مارس 2011 بدأ الثوار بالتقهقر من مواقعهم وانسحبوا من بلدة رأس لانوف النفطية في وسط البلاد، وبدؤوا بُفقدان سيطرتهم على مَجرى المعركة في المنطقة. وتحت هذه الظروف بدأت العديد من الانتقادات بالظهور بشأن تنظيم الثوار وطبيعة زحفهم، كما أشيرَ إلى عشوائية تحركاتهم وعدم تنظيمهم وخبرتهم واستخفافهم بطبيعة المعركة والأسلحة والذخيرة التي تُهدر في الهواء. وفي ظل هذه الأوضاع، بدأ المجلس الوطني الانتقالي باتخاذ إجراءات عاجلة لتطوير أداء جيش التحرير الوطني الليبي مع قدوم أواخر شهر مارس وبدأ القذافي بالتقدم مجدداً وسط إحباط الثوار من تراجعهم وتقهقرهم المُستمر بالإضافة إلى قلة تنظيمهم.
ولذا، فقد أخذ اللواء عبد الفتاح يونس العبيدي - الذي كان قد عُين رئيس أركان لجيش التحرير آنذاك - بإعادة ترتيب صفوف الجيش بشكل كامل وللمرة الأولى مع مطلع شهر أبريل 2011، حيث منع بداية الصحفيين والعديد من المُتطوعين عديمي الخبرة من العبور إلى خط الجبهة الأماميّ في مكان نشوب المعارك. ثم بعد ذلك اتجه إلى تنظيم صفوف الجيش، فوجه منصات إطلاق الصواريخ والآليات العسكرية إلى الخطوط الأمامية، ثم انتقى نخبة جنود الجيش السابقين المُنشقين عن القذافي عاليي الخبرة وركّزهم في الجبهة الأمامية، والتي اقتصرت بشكل رئيسي على جنود "كتيبة الصاعقة" السابقين، أما الثوار المتطوعون قليلو الخبرة فقد وُجهوا إلى الخطوط الخلفية، وحتى هؤلاء أصبحوا يَتحركون بشكل أكثر تنظيماً وكفاءة، كما أقيم لهم معسكرات تدريب خاصة في مدينة بنغازي والبيضاء مثل كتيبة شهداء 17 فبراير وكتيبة علي حسن الجابر، وتلقوا فيه العديد من التدريبات والتمرينات العسكرية لعدة أسابيع. وقد حسَّن هذا التنظيم كثيراً من أداء وفعالية جيش التحرير الوطني.

## العتاد والسلاح
بالنسبة لعدد افراد جيش التحرير الوطني الليبي وتنظيمهم وجاهزيتهم فيملك جيش التحرير الليبي آلاف الجنود المتطوعين الذين تلقو تدريبا سريعا ومكثفا من قيادات الجيش التي تخلت عن جيش معمر القذافي وكذلك هناك كتيبة القوات الخاصة الليبية أو مايعرف بكتيبة الصاعقة التي انضمت للشعب الليبي في حربه ضد نظام معمر القذافي كذلك هناك عدد من الضباط والجنود السابقين في جيش معمر القذافي وقد تخلو عنه.
يملك جيش التحرير عدة معسكرات لتدريب المجندين تدريب عالي ومكثف ليتمكنو من خوض المواجهات المباشرة مع كتائب معمر القذافي.
يملك الجيش الوطني الليبي عدة أنواع من الأسلحة الخفيفة والأسلحة الثقيلة خاصة الروسية الصنع كصواريخ غراد ومدافع 106 وكذلك مدافع الهاون وآلاف بنادق الكلاشنكوف والرشاشات الالية وكذلك بعض من مضادات الطائرات ورشاشات 14.5 ملم وقد تحصل جيش التحرير الوطني الليبي علي عدة شحنات من السلاح القادمة من دول التحالف التي تساعد الشعب الليبي في حرب التحرير ضد معمر القذافي منها الشحنات التي اسقطتها المروحيات الفرنسية علي الجبل الغربي الليبي كقوادف ميلان وبعض من أسلحة القنص المتطورة.